# Sofia Secoli
Sofia Secoli (31 de mayo de 2001) es una deportista italiana que compite en remo. Ganó una medalla de bronce en el Campeonato Europeo de Remo de 2023, en la prueba de ocho con timonel.

## Palmarés internacional
| Campeonato Europeo | Campeonato Europeo | Campeonato Europeo | Campeonato Europeo |
| Año                | Lugar              | Medalla            | Prueba             |
| ------------------ | ------------------ | ------------------ | ------------------ |
| 2023               | Bled (Eslovenia)   | Medalla de bronce  | Ocho con timonel   |